# Festival international du conte Jos Violon de Lévis
 (mai 2024).
 (mai 2024).
Si vous disposez d'ouvrages ou d'articles de référence ou si vous connaissez des sites web de qualité traitant du thème abordé ici, merci de compléter l'article en donnant les références utiles à sa vérifiabilité et en les liant à la section « Notes et références ».

Logo

Le Festival international du conte «Jos Violon» de Lévis, créé en 2004 par la corporation de la Maison natale de Louis Fréchette, a lieu à Lévis chaque année à la mi-octobre. Des activités de tous genres sont organisés, tant pour les petits que pour les grands, dans des lieux variés (traversiers Québec/Lévis, restaurants, centres culturels et touristiques, centres commerciaux, bureaux de comptables, bars et à la Maison natale de Louis Fréchette, lieu principal des activités).

## Jos Violon
Jos Violon était un vieux conteur que Louis Fréchette avait maintes fois entendu dans sa jeunesse. Il a pris plaisir à faire revivre ce personnage haut en couleur en reproduisant toutes les particularités de son savoureux parler: déformations de mots, utilisation d'expressions anciennes, inventions verbales, etc.
Commençant toujours ses contes ainsi: «Cric, crac, les enfants! Parli, parlo, parlons! Pour en savoir le court et le long, passez le crachoir à Jos Violon! Sacatabi, sac-à-tabac, à la porte les ceuses qu'écouteront pas!», Jos Violon captivait son auditoire. 
Décrit comme «grand individu dégingandé, qui se balançait sur les hanches en marchant, hâbleur, ricaneur, goguenard, mais assez bonne nature au fond pour se faire pardonner ses faiblesses», ce conteur à la mode racontait surtout des histoires de chantier, des histoires à couper le souffle. 

## Historique
Sacatabi, sacataba, à porte les ceuzes qu’écouteront pas !
C’est ainsi que Jos Violon, en personne, commençait ses contes, le soir, à la veillée, autour du four à chaux de la rue Saint-Laurent. Des histoires, des légendes, il s’en est raconté dans ce coin de pays, à tel point que Louis Fréchette les a notées et transmises avec la parlure du 19e siècle. De fait, les récits d'antan où une personnalité locale puis nationale a su nouer, avec force, les racines des Lévisiens et de tous les Canadiens français, ce sont bien les contes de Fréchette.
Tout a commencé avec cette petite maison vide, blanche avec un toit rouge et la plaque au bord du chemin, rappelant que le poète-conteur y était né.
En 1992, des gens s’y sont intéressés afin de la conserver. Une corporation est mise sur pied et on examine à fond toutes les possibilités qu'offre ce petit trésor culturel unique. On a même lancé le projet d’en faire « la Maison de l’art de raconter ». Au fil des années, d’autres passionnés lui ont trouvé des Amis et l’ont occupée durant la saison estivale avec des activités artistiques, concerts intimes, soirées de poésie, jazz, soirées de contes… histoire de sauver la maison.
C’est à l’automne 2003 qu’arrive Jean-Marc Chatel, conteur et organisateur qui propose une association avec le Festival Interculturel du Conte du Québec, pour un premier Festival de contes Louis Fréchette. Ce qui fut proposé fut fait. Les bénévoles ont travaillé fort, les conteurs ont conquis l’auditoire, le festival de contes de Lévis voyait le jour et s'épanouissait dans la portée universelle du conte.
Et puis, la maison s’est rendormie pour l’hiver avec l'avenir incertain que lui cause, notamment, sa vétusté.
À l’automne suivant, Carole Legaré reprend l’organisation du festival et le baptise du nom de Jos Violon, personnage légendaire, réel et mythique, qui a tant inspiré Louis Fréchette. La belle aventure du conte rebondit, avec le bonheur des découvertes et de l’enrichissement de notre milieu culturel grâce à la venue et à l’émergence des artistes de la parole.
En 2008, la corporation devient propriétaire de la maison. Olivier Turcotte relève le défi d’incarner Jos Violon et de faire revivre la parole colorée du conteur de jadis et de naguère. Dès lors, Jos Violon fait partie de nos fêtes : il y a même un tournoi de golf à son nom.
L’année suivante, le festival prend la traverse vers Québec, et voilà le premier festival de contes sur les deux rives du fleuve.
Dès la première édition du festival littéraire « Québec en toutes Lettres » en 2010, le Festival Jos Violon s’associe à l’événement et en illustre brillamment le volet « conte ».
À l'automne 2017, avait lieu la 15 édition du Festival de conte sous le thème Terre de légendes. En 2018, pour la 16e édition Vrai pas vrai... ça conte pareil!, artistes de la parole et conteurs débarqueront une nouvelle fois en ville. Au cours d’une série d’activités tout aussi trépidantes les unes que les autres, les contes et les légendes repousseront à nouveau les limites de la réalité!

## Objectifs du Festival
1. Développer un lieu pour le conte dans la région de Québec pour les deux rives du fleuve ;
2. Faire connaître la tradition du conte au grand public ;
3. Développer un lieu de référence pour le conte dans la maison natale d’un important conteur, écrivain, homme politique du XIXe siècle ;
4. Donner une vocation appropriée à un lieu patrimonial ;
5. Faire connaître Louis Fréchette et son œuvre ;
6. Faire connaître les conteurs d’ici et d’ailleurs ;
7. Valoriser la tradition orale ;
8. Développer et organiser des activités de créations variées originales à travers Lévis et Québec.

## Les mots sur le pavé
Événement pré-festival, les mots sur le pavé a vu le jour pour une première année lors de la 15 édition du Festival international du conte de Jos Violon. Pour l'occasion, la rue Saint-Louis, dans le Vieux-Lévis, s’est habillée de livres et de mots. Au menu, il y avait une programmation vivante et mystérieuse : lancement de la programmation du festival, initiation à la twittérature et au caviardage, jeux avec les mots – Fréchette en boîte et cadavre exquis -, sculptures de livres, spectacle de contes et de musique avec Olivier Turcotte, Martin Savoie et Eddy Rochefort, cinéma en plein air, prix de participation et bien plus encore! Plus de 20 000 livres, impropres à la mise en marché, destinés à la récupération ou à la destruction ont également eu une dernière occasion d’utilité. Couronné d'un grand succès, cet événement reviendra pour une seconde fois en septembre 2018, mettant une fois de plus les livres et la littérature à l'honneur!

## Conteurs invités
Depuis les débuts du festival, plusieurs conteurs ont raconté des histoires des plus farfelues, des récits inventés, modifiés, réalistes, des légendes urbaines, etc.
- Louise Allain
- Patrick Arsac
- Jocelyn Bérubé
- Jean-Marc Chatel
- Layla Darwiche
- Jean Du Berger
- Moïse Fdida
- Alphonse Gaglozoun
- Bernard Grondin
- Carole Legaré
- Richard Léveillé
- FX Liagre
- La Marie-Conteuse
- Pascal Mitsuru Guéran
- Luigi Rignanèse
- N'Djouga Sarr
- Arleen Thibault
- Denis Trudel
- Julie Turconi
- Olivier Turcotte
- Kim Yaroshevskaya
- Mike Burns
- Ilia Castro
- Anne-Marie Aubin
- Pascal Mitsuru Gueran
- Mathieu Lippé
- Simon Martel
- Pierre Leclerc
- Yolaine
- Robert Bouthillier
- Bernard Crustin
- Michèle Nguyen
- Isabelle Richard
- Agnès Chavanon
- Serge Valentin
- Nathalie Shendaehwas Picard
- Jean-Claude Desprez (alias Guth)
- Ginette Legendre
- Fernand Alain
- Lucette Bergeron
- Alexandra Bouchard
- Bebeto Lonsili
- Vivian Labrie
- Clara Dugas
- Zitouni (Olivier Pellegrin)
- Nicole O'bomsawin
- Maxime Plamondon
- François Épiard
- Kamel Guennoun
- Anaïs Fournier
- Ariane Labonté
- Pétronella Van Dijk
- Ariane Labonté
- Jérome Bérubé
- Marc Sauvageau
- Fred Pellerin
- Alain Lamontagne
- Alberto Garcia Sanchez
- Jihad Darwiche
- Jérome Bérubé
- Yoda Lefebvre
- Dominic Lapointe
- Eric Michaud
- Claire-Lise Éminet
- Yolande Okia Picard
- Mathieu La Manna Hamelin
- Bernard Grondin
- Robert Seven-Crows
- Stéphanie Bénéteau
- Claudette L’Heureux
- Céline Jantet
- Lucie Bisson
- Claudette L’Heureux
- Lyse Trottier
- Kim Yaroshevskaya
- Marcel Pellerin
- Catherine Gaillard
- Ahmed Hafiz
- Caroline Sire
- Jean-Claude Botton
- François Devost
- Simon Pitaqaj
- Bébéto Lonsili
- Lauriane Aubé
- Bryan Perro
- Michel Bordeleau
- Nicolas Godbout
- Michel Gauvin
- Serge Valentin
- Gérard Goré
- Claire-Lise Éminet
- Clara Dugas
- Christian Vézina
- Geneviève Marier
- Daniel L’Homond
- Michel Faubert
- Alexis Roy
- Andréanne Béland
- Mélanie Demers
- Liette Remon
- Bertrand Bergeron
- Robert Seven Crows
- Sylvi Belleau
- Najoua Darwiche
- Michel Hindenoch
- Alain Charpentier
- Anne-Marie Aubin
- Nicolas Jobin
- Arkadi Lavoie-Lachapelle
- Grégoire Painchaud
- Mafane
- Lyse Trottier
- Diane-Marie Racicot
- Franck Sylvestre
- Martien Bélanger
- Jean Coulombe
- Ariane Labonté
- Gabrielle Harrisson
- Martin Savoie
- Jean-Marc Chatel
- Alexandre Belliard
- Mathieu Boutin
- Et plusieurs autres artistes de la parole!

## Historique des festivals
- 2004 : du 28 au 31 octobre
- 2005 : du 18 au 30 octobre sous le thème Les mille lieux de l'imaginaire
- 2006 : du 24 au 29 octobre sous le thème Originaux et détraqués… en chair, en os et en paroles
- 2007 : du 18 au 31 octobre
- 2008 : du 14 au 19 octobre sous le thème T'entends bien? Écoute mon ami !
- 2009 : du 16 au 25 octobre sous le thème Parli, parlo, parlons…
- 2010 : du 14 au 24 octobre sous le thème J'ai entendu ça de mes yeux, j'vous l'dis !
- 2011 : du 13 au 23 octobre sous le thème Vlà c'que Jos Violon a vu ! vu de ses propres oreilles...
- 2012 : du 11 au 21 octobre sous le thème Jos violon a dix ans! Ça va conter...
- 2013 : du 18 au 27 octobre sous le thème Du merveilleux, du fabuleux et de l'entourloupette...
- 2014 : du 16 au 26 octobre sous le thème La couleur des mots !
- 2015 : du 15 au 25 octobre sous le thème Ça voyage en diable !
- 2016 : du 13 au 23 octobre sous le thème Les ogres et les fées ont faim
- 2017: du 12 au 22 octobre sous le thème Terre de légendes
- 2018: du 11 au 21 octobre sous le thème Vrai pas vrai... ça conte pareil!

## Site Web
- Programmation du festival
- Site officiel du festival
- https://www.maisonfrechette.com/